# Amphitruo
Amphitruo este o comedie scrisă de Plautus.
Este o comedie rezultată din amalgamarea de piese grecești. Jupiter profită de plecarea la război a regelui teban Amphitruo, ia înfățișarea acestuia și o seduce pe Alcumena, soția basileului, care naște pe Hercule. Întoarcerea autenticului Amphitruo, însoțit de sclavul Sosia, generează o serie de confuzii, pe care Jupiter însuși le clarifică în final.